# Bowling Green (Kentucky)
Bowling Green Kentucky negyedik legnépesebb városa Louisville, Lexington és Owensboro után. A 2006-os becslések szerint lakosainak száma 53 112 volt. Warren megye székhelye és metropolita körzet. A metropolita körzet lakosainak száma 2007-es becslések szerint 116 001. A település területét 1798 után Robert és George Moore adományozta (30-40 acres) Warren megyének. 2003-ban Bowling Green a környező településekkel együtt metropolita körzet lett.
Fountain Square Park Bowling Green belvárosának szive. Már a korai 1800-as években kereskedelmi központ volt, s túlélte a polgárháborút. Épületei 1837 és 1940 között épültek. Az Upper East Main Street volt a legkorábbi lakossági terület. Építészeti stílusa etlektikus. A Western Kentucky University neo-klasszicista épületét , Brinton B. Davis építész tervei alapján építették. A Magnolia lakossági belkerület az 1920-as években Bungalow stílusban épült. St. Joseph's Catholic Church-t ír katolikusok közössége építtette gótikus stílusban 1870. és 1884. között. A 19. század derekán és végén épült a belvárosi Smiths Grove, amely mint lakossági, kereskedelmi, vallási célokat szolgál. A helyi baptista, methodista és presbiteriánus templomok építészeti stílusa is említésre meltó.

## Népesség
| Lakosok száma | 58 067 | 62 479 | 72 294 |
|               | 2010   | 2014   | 2020   |